# Crossing (film 2024)
Crossing è un film del 2024 scritto, diretto e montato da Levan Akin.

## Trama
Un'insegnante in pensione si mette alla ricerca della nipote scomparsa. Seguendo le tracce della ragazza, arriva ad Istanbul e qui unisce le forze con un avvocato che si batte per i diritti delle persone transgender.

## Produzione
Nel gennaio 2023 è stato annunciato che Levan Akin aveva scritto e diretto un film girato ad Istanbul.

## Promozione
Una prima clip del film è stata pubblicata il 15 febbraio 2024.

## Distribuzione
Il film è stato presentato in anteprima mondiale il 15 febbraio 2024 alla 74ª edizione del Festival internazionale del cinema di Berlino, di cui ha inaugurato la sezione "Panorama". Le pellicola è stata distribuita nelle sale svedesi dal 22 marzo dello stesso anno.

## Accoglienza
L'aggregatore di recensioni Rotten Tomatoes riporta il 100% di recensioni positive, con un punteggio medio di 8/10 a fronte di cinque recensioni.

## Riconoscimenti
- 2024 - Guldbagge
  - Miglior film
  - Miglior regista a Levan Akin
  - Migliore fotografia a Lisabi Fridell
  - Candidatura a miglior attrice a Mzia Arabuli
  - Candidatura a migliore scenografia a Roger Rosenberg